# Лъвопард
Лъвопард (Panthera leo x Panthera tigris) е хибридното потомство на мъжки леопард и женски лъв. Главата на животното е подобна на тази на лъв, докато останалата част от тялото носи прилики с леопардите. Тези хибриди се създават в плен и е малко вероятно да се появят в природата.

## История
Първият документиран лъвопард е развъден в Колхапур, Индия, през 1959 г. Кожата му е изпратена на Reginald Innes Pocock от Walter Samuel Millard, секретар на Бомбайското природонаучно общество. Вследствие от кръстоска между леопард и лъвица са родени две малки. Едното умира на възраст 2,5 месеца, а другото е все още живо, когато Pocock го описва през 1912 г.

## Описание
Pocock описва, че лъвопарда има типичните за леопард петна, с тази разлика, че страни на животното те са по-малки и по-близко разположени от тези от индийския леопард, и са кафяви и неясни, като избледнелите петна на непълнолетен лъв. Петната по главата, гръбнака, корема и краката са черни и отчетливи. Опашката е на петна от горната страна, с ивица отдолу и има черен връх с по-дълги косми. Долната страна е мръсно бяла, ушите са потъмнени и имат широка черна лента, но нямат бялото петно, характерно за леопардите. Pocock пише, че най-близкото, което преди е виждал на този тип хибрид, е lijagulep (конгоански петнист лъв), отглеждан в Чикаго.
Данните от японски котки (от градския зоопарк в Нишиномия) сочат, че лъвопардите са по-големи от леопардите и съчетават черти от леопарда и лъвицата. Окраската им е с кафяви, а не черни петна. Имат опашки завършваща с пискюл от косми. Също като леопардите, се катерят и обичат вода. Мъжките лъвопарди могат да имат редки гриви с дължина около 20 см.

## Галерия
- Женски лъвопард
- Мъжки лъвопард

## Популярни хибриди
- Лъвопард – кръстоска между мъжки леопард и лъвица
- Саванска котка (Савана) – кръстоска на домашна котка (бенгалка) и сервал
- Лигър – кръстоска на лъв и тигър
  - Лайгър (лъвотигър) – кръстоска на мъжки лъв и женски тигър
  - Тигон – кръстоска на мъжки тигър и лъвица
- Джаглайън (ягулъв) – кръстоска на мъжки ягуар и женски лъв
- Coywolf – кръстоска на вълк и койот
- Глорал – кръстоска на кафява мечка и бяла мечка
- Полярно гризли (пизли) – кръстоска на гризли и бяла мечка
- Зеброид (зебраре) – общо название за кръстоска на зебра с кон или магаре
  - Зеброкон – мъжка зебра и женски кон
- Зиброн – кръстоска на крава и европейски бизон
- Дзо – кръстоска на як с домашна крава
- Бифало – кръстоска на крава и африкански бизон
- Кама – кръстоска на женска лама и мъжка едногърба камила
- Овза – кръстоска на коза и овца
- Зонки – кръстоска на зебра и магаре
- Косаткофин (уелфин, китоделфин) – кръстоска на мъжка лъжекосатка (Pseudorca crassidens) и женски бутилконос делфин (Tursiops truncatus)
- Нарлуга – кръстоска на белуга и нарвал
- Wholphin – кръстоска на косатка и тъпонос делфин
- Пчели-убийци – кръстоска на източноафриканската равнинна медоносна пчела с няколко вида европейски медоносни пчели